# Sialium sipyla
Sialium sipyla là một loài côn trùng trong họ Nymphitidae thuộc bộ Neuroptera. Loài này được Westwood miêu tả năm 1854.